# Sarah Jessica Parker
Sarah Jessica Parker (født 25. marts 1965) er en amerikansk skuespillerinde. Hun er hovedsageligt kendt for sin rolle som Carrie Bradshaw i Sex and the City. En rolle som hun har vundet fire Golden Globe Awards, tre Screen Actors Guild Awards, og to Emmy Awards. Hun har gentaget rollen i Sex and the City: The Movie og i Sex and the City 2. I 2021 spillede hun igen rollen som Carrie i efterfølgeren til Sex and the City, der hedder And Just Like That...
Hun lægger navn til tre parfumer som hedder "Lovely", "Covet" og "Covet Full Blom"

## Privat
Hun dannede par med Robert Downey, Jr. fra 1984 indtil 1991. De mødtes i forbindelse med optagelserne af filmen Firstborn.
Hun har været gift med Matthew Broderick siden 19. maj 1997 og sammen har de sønnen James Wilke Broderick og tvillingepigerne Marion Loretta Elwell og Tabitha Hodge, som blev født af en surrogatmor.

## Filmografi
| Year | Title                                | Role                           | Notes                                                                                   |
| ---- | ------------------------------------ | ------------------------------ | --------------------------------------------------------------------------------------- |
| 1974 | The Little Match Girl                | The Little Match Girl          | Krediteret som Sarah Parker                                                             |
| 1982 | My Body, My Child                    | Katy                           | TV-film                                                                                 |
| 1983 | Somewhere Tomorrow                   | Lori Anderson                  |                                                                                         |
| 1984 | Footloose                            | Rusty                          |                                                                                         |
| 1984 | Firstborn                            | Lisa                           |                                                                                         |
| 1985 | Girls Just Want to Have Fun          | Janey Glenn                    |                                                                                         |
| 1986 | Flight of the Navigator              | Carolyn McAdams                |                                                                                         |
| 1991 | L.A. Story                           | SanDeE*                        |                                                                                         |
| 1992 | In the Best Interest of the Children | Callie Cain                    |                                                                                         |
| 1992 | Honeymoon in Vegas                   | Betsy/Donna                    |                                                                                         |
| 1993 | Striking Distance                    | Jo Christman/Det. Emily Harper |                                                                                         |
| 1993 | Hocus Pocus                          | Sarah Sanderson                |                                                                                         |
| 1994 | Ed Wood                              | Dolores Fuller                 |                                                                                         |
| 1995 | Miami Rhapsody                       | Gwyn Marcus                    |                                                                                         |
| 1996 | Mars Attacks!                        | Nathalie Lake                  |                                                                                         |
| 1996 | If Lucy Fell                         | Lucy Ackerman                  |                                                                                         |
| 1996 | The First Wives Club                 | Shelly Stewart                 |                                                                                         |
| 1996 | Extreme Measures                     | Jodie Trammel                  |                                                                                         |
| 1997 | 'Til There Was You                   | Francesca Lanfield             |                                                                                         |
| 1999 | Dudley Do-Right                      | Nell Fenwick                   |                                                                                         |
| 2000 | State and Main                       | Claire Wellesley               |                                                                                         |
| 2001 | Life Without Dick                    | Colleen Gibson                 | Direct-to-video film                                                                    |
| 2005 | The Family Stone                     | Meredith Morton                | Nomineret til en Golden Globe Award for Best Actress – Motion Picture Musical or Comedy |
| 2006 | Strangers with Candy                 | Peggy Callas                   |                                                                                         |
| 2006 | Failure to Launch                    | Paula                          |                                                                                         |
| 2007 | Spinning Into Butter                 | Sarah Daniels                  |                                                                                         |
| 2008 | Smart People                         | Janet Hartigan                 |                                                                                         |
| 2008 | Sex and the City                     | Carrie Bradshaw                |                                                                                         |
| 2009 | Did You Hear About the Morgans?      | Meryl Morgan                   | Nomineret: Golden Raspberry Award for Worst Actress                                     |
| 2010 | Sex and the City 2                   | Carrie Bradshaw                | Golden Raspberry Award for Worst Actress (delt sammen med Sex and the City cast)        |
| 2011 | New Year's Eve                       | Kate                           |                                                                                         |
| 2011 | I Don't Know How She Does It         | Kate Reddy                     |                                                                                         |

### Fjernsyn
| År        | Titel                      | Rolle           | Noter |
| --------- | -------------------------- | --------------- | --- |
| 1982–83   | Square Pegs                | Patty Greene    | Sæson 1 |
| 1987–88   | A Year in the Life         | Kay Erickson    | Miniserie |
| 1990–91   | Equal Justice              | Jo Ann Harris   | To sæsoner |
| 1999      | Space Ghost Coast to Coast | sig selv        | Tv-serie; et afsnit |
| 1998–2004 | Sex and the City           | Carrie Bradshaw | Lead role Primetime Emmy Award for Outstanding Lead Actress in a Comedy Series (2004) Golden Globe Award for Best Actress – Television Series Musical or Comedy (2000–02, 2004) Screen Actors Guild Award for Outstanding Performance by an Ensemble in a Comedy Series (2002, 2004) Screen Actors Guild Award for Outstanding Performance by a Female Actor in a Comedy Series (2001) Nominated — Primetime Emmy Award for Outstanding Lead Actress in a Comedy Series (1999–2003) Nominated — Golden Globe Award for Best Actress – Television Series Musical or Comedy (1999, 2003, 2005) Nominated — Screen Actors Guild Award for Outstanding Performance by an Ensemble in a Comedy Series (2001, 2003, 2005) Nominated — Screen Actors Guild Award for Outstanding Performance by a Female Actor in a Comedy Series (2000, 2002, 2005) |
| 2010      | Ved du hvem du er?         | sig selv        | Tv-serie |
| 2012-13   | Glee                       | Isabelle Wright | Tv-serie |